# Alleanza Democratica Nazionale
Alleanza Democratica Nazionale (ADN) fu un movimento politico italiano fondato il 10 marzo 1953, per iniziativa di un gruppo di dissidenti del Partito Liberale Italiano, guidato da Epicarmo Corbino e Giuseppe Nitti, in contrasto con la posizione ufficiale del partito che sosteneva l'approvazione della nuova legge elettorale maggioritaria (cosiddetta "legge truffa").
Ad essa aderirono anche esponenti come il senatore Mario Venditti, il deputato dissidente della Democrazia Cristiana Raffaele Terranova, intellettuali come Franco Antonicelli e l'ex leader separatista siciliano Andrea Finocchiaro Aprile.
Alle elezioni politiche del 7 giugno 1953 ottenne lo 0,4% dei voti alla Camera, senza conseguire seggi (a parte il senatore Luigi Angrisani, eletto in una lista collegata in Campania).
Dopo questa esperienza, ADN scomparve dalla scena politica, contribuendo tuttavia a impedire, sottraendo voti ai partiti governativi di centro, che scattasse il premio previsto dalla legge elettorale.